# Jos-Pe
Jos-Pe fu il nome di un processo fotografico, basato sul principio sottrattivo scoperto dal fisico francese Louis Ducos du Hauron, registrato da un'azienda tedesca di Monaco di Baviera, nata con lo stesso nome, nel 1924, fondata dal fotografo e inventore Gustav Koppmann e da Josef-Peter Walker, dalla quale questo processo prese il nome. Nel 1926 l'azienda si trasferì ad Amburgo, che però fallì cinque anni dopo. Un loro cliente, Franz Vollmer, decise di rilevare l'azienda che diresse tra il 1934 e il 1943, quando venne distrutta da un bombardamento alleato.

## Storia
Non si trattò solo di un semplice processo fotografico, Jos-Pe fu un vero e proprio sistema di stampa completo che era in grado di offrire al fotografo tutti i materiali necessari per la stampa a colori, compresa la speciale macchina fotografica "Jos-Pe Farbenkamera" (o "Jos-Pe Tri-Color-Camera" - vedi foto). Questa macchina costituì probabilmente uno dei maggiori contributi dell'azienda Jos-Pe all'industria della fotografia a colori. Essa si ispirò alla macchina fotografica brevettata da Frederic Eugene Ives nel 1899 in cui degli specchi, all'interno del corpo macchina, venivano utilizzati per suddividere il fascio di luce.

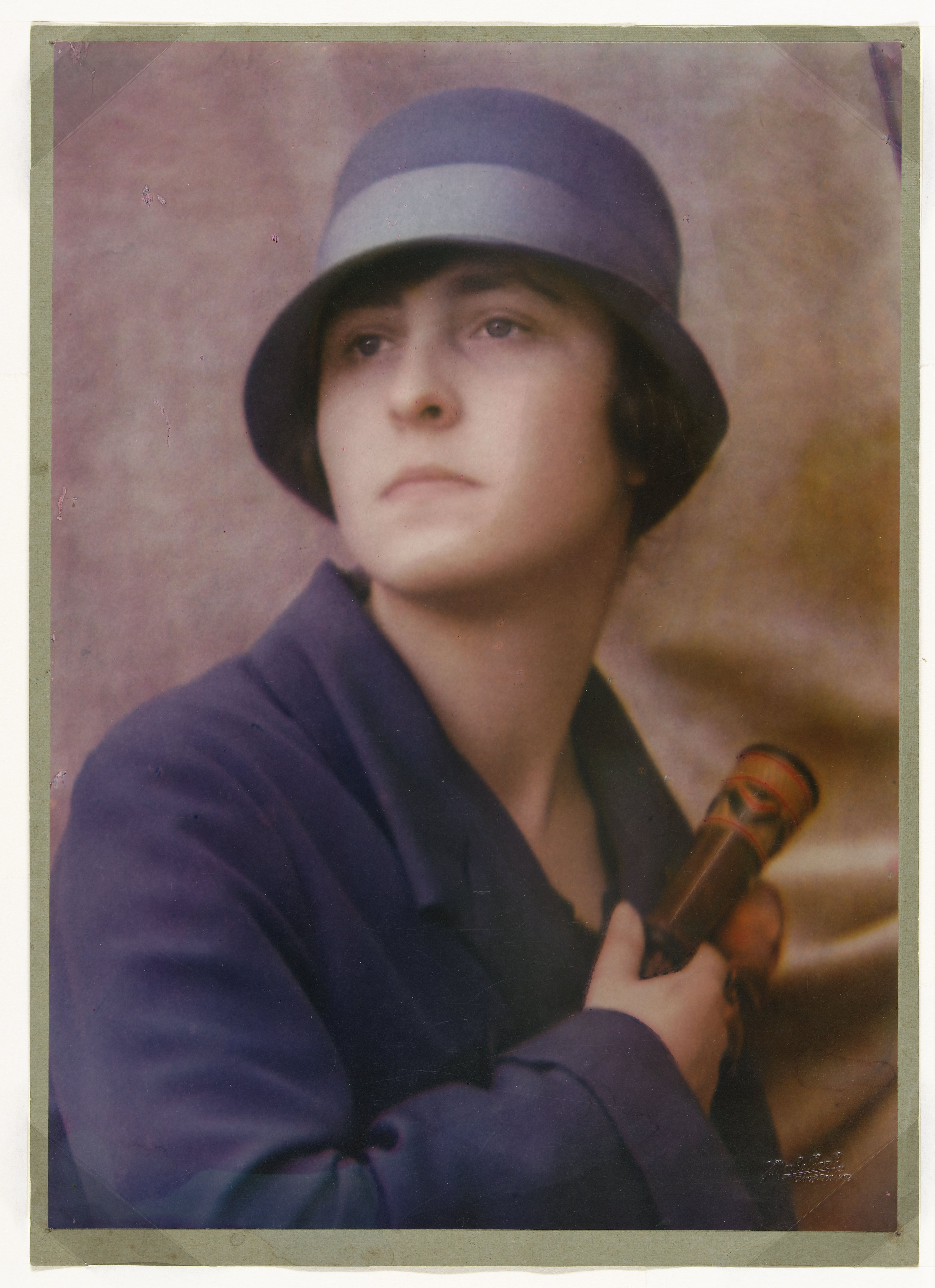
Ritratto della figlia Mies di Jacob Merkelbach, 1920-1930

La macchina progettata da Jos-Pe consentiva di fotografare i negativi a tre colori in un unico scatto, evitando in questo modo l'effetto dei disallineamenti di parallasse temporale e consentendo al fotografo di scattare anche foto di soggetti in movimento. Fino a quel momento, i negativi a colori erano stati ottenuti con fotocamere non sincronizzate i cui negativi a colori dovevano essere riuniti in camera oscura, moltiplicando i problemi di allineamento. La fotocamera aveva una forma a trapezio, con una lente nella parte anteriore, costruita da  Carl Zeiss e due specchi fabbricati da Steinheil Sohne posti dietro la lente. Il catalogo aziendale offriva due fotocamere: professionali 9x12 cm. e amatoriali 4,5x6 cm. La fotocamera Jos-Pe fu probabilmente uno dei contributi più significativi alla fotografia a colori del Novecento. Nonostante tutto, il volume Breve storia della macchina fotografica di John Wade, riporta la foto a mezza pagina della fotocamera con la scritta "La fotocamera Jos-Pe a colori" senza nessuna descrizione né della macchina né del processo chimico.
Anche se il metodo più utilizzato dopo il 1907 fu quello introdotto dai fratelli Lumière con la loro fecola di patate, denominata autocromia, usata fino al 1935, basata però sul metodo additivo, anche se le immagini apparivano scure e sgranate, numerose sono state le ricerche che hanno portato alla definizione del colore con una migliore qualità e velocità nelle scoperte successive, alle quali bisogna senz'altro ascrivere anche questa tecnica che, benché non nuova, veniva associata ad altre similari con dei processi nei quali un liquido veniva "assorbito" a contatto di gelatine. L'azienda, oltre alla fotocamera, vendeva il kit completo delle lastre di vetro sensibili alla luce, la carta fotografica con uno strato di bario e gelatina e tre coloranti. Le nuove tinture producevano stampe nitide ed erano un segreto commerciale.
Si possono citare processi similari come quello di Sanger Shepherd, Pinatype o Dye-transfer process della Kodak. Jos-Pe fu un processo di tipo sottrattivo a tre colori in cui la stampa veniva realizzata su tre lastre di stampa a rilievo, blu, rosso e giallo. Il processo si basava sulla capacità della gelatina di assorbire o rilasciare coloranti quando entrava in contatto con un altro strato di gelatina.
Il fotografo che più di ogni altro fu maestro ed utilizzò questo processo di stampa a colori fu l'olandese Jacob Merkelbach di cui il Rijksmuseum conserva una vasta serie di immagini ed una serie completa di negativi, lastre e la stampa finale di una fotografia grazie alla quale è stato possibile ricostruire il processo, in quanto i fotografi normalmente dopo aver consegnato ai clienti o ai destinatari le stampe finali si sbarazzavano dei materiali che non servivano più conservando soltanto i negativi, nel migliore dei casi.